# Tracey Mann
Tracey Robert Mann (Quinter, 17 dicembre 1976) è un politico statunitense, membro della Camera dei Rappresentanti per lo stato del Kansas dal 2021.

## Biografia
Laureato alla Università statale del Kansas, nel 2010 Mann si candidò  alla Camera dei Rappresentanti ma risultò sconfitto delle primarie repubblicane da Tim Huelskamp.
Nel 2018, quando Jeff Colyer ascese alla carica di governatore del Kansas scelse Mann come suo vicegovernatore. Alcuni mesi dopo, Mann prese parte come candidato alle elezioni governatoriali, ma venne sconfitto nelle primarie da Kris Kobach per poco più di 300 voti, che a sua volta perse le elezioni generali contro l'avversaria democratica Laura Kelly.
Nel 2020, quando il deputato Roger Marshall lasciò la Camera per candidarsi al Senato, Mann si presentò alle elezioni per il suo seggio e riuscì ad essere eletto.